# Nawabganj, Uttar Pradesh
Nawabganj (alternativt Bara Banki) är en stad i den indiska delstaten Uttar Pradesh, och är den administrativa huvudorten för distriktet Bara Banki. Staden hade 81 163 invånare vid folkräkningen 2011, med förorter 147 550 invånare.